# Transrapid
El Transrapid es un tren de tecnología alemana que se desplaza mediante levitación magnética. El tren circula sobre una viga situada sobre pilares a varios metros de altura sobre el suelo. La vía está constituida por un caballete de hormigón que incorpora un sistema de levitación magnética que eleva el tren a 15 mm, de forma que no existe rozamiento. En ambos lados de la vía existen otros electroimanes, cuya función es la de guiar el tren y mantenerlo en la posición correcta.
Tras 37 años de experimentación del Transrapid, según cifras de la Unión Internacional de Ferrocarriles (UIC), se han inaugurado 9400 km de líneas de alta velocidad con el sistema convencial rueda-carril y otros 8295 km están en construcción.

## Historia

### Transrapid en China

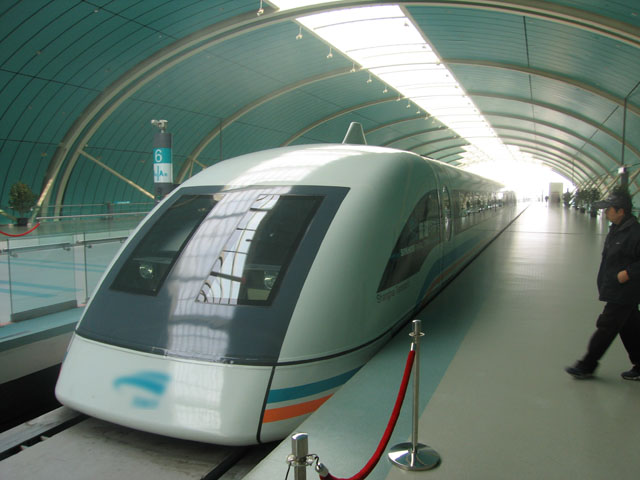
Transrapid parado en la estación de Longyang.

En 2002, con la presencia del canciller alemán Gerhard Schröder y del primer ministro chino Zhu Rongji a bordo del Transrapid, tuvo lugar su viaje inaugural de 8 minutos desde el centro de Shanghái hasta el aeropuerto internacional de la ciudad, ubicado a 30 kilómetros.
Después de 37 años de pruebas y experimentos, los 31 km del tramo entre el aeropuerto de Shanghái y Pudong constituyen el único maglev de alta velocidad en servicio en el mundo, aunque hay otras líneas maglev operativas como Linimo y Incheon Airport Maglev que no son de alta velocidad. Es una operación antieconómica y que no llega al centro de la ciudad. Ha sido definido por varios medios como un caro transporte para turistas.

## Accidentes
En total, el Transrapid ha tenido dos accidentes, uno en Alemania y otro en China.
El accidente de Alemania ocurrió el 23 de julio de 2008, en la ciudad de Lathen, en el estado de Baja Sajonia. El tren estaba realizando una prueba de rutina cuando se descarriló, lo que provocó la muerte de 40 personas y heridas a otras 17.
El accidente de China ocurrió el 22 de julio de 2011, en Shanghái. El tren estaba operando entre el aeropuerto de Pudong y el centro financiero de Shanghái cuando se descarriló, lo que provocó la muerte de cuatro personas y heridas a otras 20.
Ambos accidentes fueron investigados por las autoridades alemanas y chinas. Las investigaciones determinaron que los accidentes fueron causados por una combinación de factores, incluyendo fallos técnicos y errores humanos.
Tras los accidentes, el gobierno alemán suspendió el desarrollo del sistema Transrapid. El gobierno chino, sin embargo, continuó desarrollando la tecnología de trenes de levitación magnética. En 2016, China inauguró la Línea de tren de levitación magnética de Shanghái-Hangzhōu, que utiliza un nuevo sistema de levitación magnética que es más resistente a los vientos laterales.
El éxito de la Línea de tren de levitación magnética de Shanghái-Hangzhōu ha demostrado que los trenes de levitación magnética son una tecnología viable para el transporte de alta velocidad.

## Características técnicas
Los imanes de suspensión cuentan con generadores de energía que alimentan los equipos embarcados sin necesidad de captarla a través de pantógrafos o contactos de tercer carril, por lo que el tren circula sin contacto físico con la vía. Además, tanto para la tracción como para el freno, el tren se sirve de un motor lineal, que se basa en el mismo principio que un motor síncrono convencional, cuyo estátor hubiera sido abierto y extendido a lo largo de la traza, con lo cual no produce un campo magnético rotativo, sino desplazado linealmente. Es así que los electroimanes de suspensión del actúan como el rotor del motor.
La alimentación de energía eléctrica se realiza sólo en los tramos por los que está pasando el Transrapid para evitar pérdidas. La velocidad del tren se regula mediante la intensidad del campo magnético desplazado y su frecuencia trifásica, por lo que el Transrapid puede subir cualquier pendiente a la misma velocidad.

## Competitividad frente a otros sistemas
La velocidad máxima comercial del Transrapid es de 430 km/h, con lo cual aventaja a los trenes de alta velocidad convencionales. En 2002 sus promotores alemanes destacaron que el Transrapid era, más rápido y silencioso que los trenes como el TGV francés o el Shinkansen japonés. Según estimaciones de 1997, el Transrapid lograba “puntas de consumo” 30% menores que las de los trenes de alta velocidad para potencias similares en esa época.
Por otra parte, la gran desventaja del Transrapid es su alto coste. Otras desventajas son la imposibilidad de utilizar la red ferroviaria existente o de circular a nivel del suelo, la necesidad de túneles de mayor sección, estrictas demandas de gran limpieza de la vía y, además, la lentitud de operación de los cambios de vía (entre 1 minuto y 30 segundos contra 5 segundos o menos en el ferrocarril convencional).